# E.N.V.
E.N.V. Motors Limited war ein französischer Hersteller von Flugmotoren und Automobilen.

## Unternehmensgeschichte
Das Unternehmen aus Courbevoie war ein Zweigwerk des britischen Unternehmens E.N.V. Motor Syndicate. Es stellte Flugmotoren her. 1908 entstanden auch einige Automobile; vorgestellt 1908 auf dem Pariser Automobilsalon. Der Markenname lautete ENV. 1911 endete die Produktion. 1912 übernahm Fernand Charron das Werk und gründete das neue Unternehmen Fernand Charron.

## Fahrzeuge
Das einzige Modell 40 CV war mit einem V8-Motor eigener Fertigung und einem Vierganggetriebe ausgestattet.

## Flugmotoren
Unter anderem gab es die Typen E.N.V. Type D und E.N.V. Type F.